# Pál B. Nagy
Pál B. Nagy (n. 2 mai 1935, Szolnok, Județul Jász-Nagykun-Szolnok, Ungaria) este un scrimer ce a reprezentat Ungaria, medaliat olimpic. A participat la o ediție a Jocurilor Olimpice (1968) în care a câștigat o medalie de aur.

## Participări
Lista de mai jos prezintă principalele competiții la care a participat Pál B. Nagy de-a lungul carierei.
- fencing at the 1968 Summer Olympics – men's team épée[*]